# Grad Raglan
Grad Raglan (velško Castell Rhaglan) je poznosrednjeveški grad severno od vasi Raglan v grofiji Monmouthshire v jugovzhodnem Walesu. Sodobni grad izvira iz obdobja med 15. in zgodnjim 17. stoletjem, ko sta zaporedni vladajoči družini Herbertov in Somersetov ustvarili razkošen, utrjen grad, skupaj z velikim šesterokotnim stolpom, znan kot Veliki stolp ali Rumeni stolp Gwent. Grad, obdan s parki, vodnimi vrtovi in terasami, so sodobniki imeli za enakega vsem drugim v Angliji ali Walesu.
Med prvo angleško državljansko vojno je Raglan zasedla kraljeva garnizija v imenu Karla I., vendar so ga leta 1646 zasedle parlamentarne sile in njegovo obzidje zanemarjali ali namerno izključili iz vojaške uporabe. Po Stuartovi obnovi leta 1660 so Somerseti zavrnili njegovo obnovo in postal je najprej vir lokalnega gradbenega materiala, nato pa romantična ruševina. Zdaj je turistična znamenitost.

## Zgodovina

### Zgodnja zgodovina gradu
Po normanski invaziji na Wales je bilo območje okoli vasi Raglan podeljeno Williamu FitzOsbernu, grofu Herefordu. Nekateri zgodovinarji, kot je John Kenyon, domnevajo, da je bil v tem obdobju morda na mestu Raglan zgrajen zgodnji grad tipa mota: lokacija je bila strateško pomembna in arheologi so na tem mestu odkrili ostanke možnega podgradja. Tamkajšnji dvorec je bil v lasti družine Bloet od poznega 12. stoletja do poznega 14. stoletja in družina je v tem obdobju zgradila graščino nekje na tem mestu, obdano s parkom. V poznem srednjem veku je bilo mesto Raglan obkroženo z velikimi parki z jeleni - Home Park in Red Deer Park, slednji pa je bil ob koncu obdobja zaprt.

### 15. do 16. stoletja
Sedanji grad Raglan je začel graditi sir William ap Thomas, mlajši sin manjše valižanske družine, ki se je povzpel po lestvici politike sredi 15. stoletja, pri čemer je imel koristi od lokalnih uradov, ki jih je imel. William se je najprej poročil z Elizabeth, bogato dedinjo, nato pa z Gwladus, še eno dedinjo, ki se je sama po sebi izkazala za močno regionalno osebnost. Leta 1432 je sir William kupil graščino Raglan, kjer je že bival kot najemnik, za 1000 mark (£666 13s 4d) in začel program gradbenih del, ki so vzpostavili osnovno obliko gradu, kot jo vidimo danes, čeprav je bila večina tega - z izjemo Južnih vrat in Velikega stolpa - pozneje prezidana.
Williamov sin je opustil valižansko različico svojega imena in se klical William Herbert. Nadaljeval je s pridobivanjem vloge, podpiral rodbino York med vojno dveh rož, bojeval se je v stoletni vojni v Franciji, vendar je obogatel z gaskonjsko trgovino z vinom. Bil je tudi tesno povezan z valižansko politiko; bil je prvi Valižan, ki je bil imenovan za grofa, sodobni pesniki pa so ga opisali kot »narodnega osvoboditelja«, ki bi lahko dosegel valižansko neodvisnost. V 1460-ih je William uporabil svoje naraščajoče bogastvo za preoblikovanje Raglana v veliko večjem obsegu. Simbolika grajske arhitekture je morda odražala korenine valižanske družine: zgodovinar Matthew Johnson je nakazal, da so bili poligonalni stolpi verjetno zasnovani tako, da posnemajo stolpe gradu Caernarfon, katerega arhitektura vsebuje številne aluzije na morebitno vrnitev rimskega cesarja v Wales. Zgodovinar Anthony Emery je nastali grad opisal kot enega od »zadnjih osupljivih prikazov srednjeveške obrambne arhitekture«.
Bil je pomembna povezava med gradom Raglan in okoliškimi parki, zlasti domačim parkom in parkom Red Deer. Zgodovinar Robert Liddiard meni, da bi bil na podlagi razgledov z gradu v tem času strukturirana narava parkov v nasprotju z divjino gorskih vrhov, ki uokvirjajo prizorišče onstran, kar je pomembno izjavo o prefinjenosti in kultivirani naravi grajski gospod. V 15. stoletju so bili okoli gradu tudi obsežni sadovnjaki in ribniki, o katerih so sodobniki pozitivno ocenili.
William Herbert je bil usmrčen kot podpornik Yorkistov leta 1469 po bitki pri Edgecote Mooru. Gradbena dela so se morda za nekaj časa ustavila pod njegovim sinom, imenovanim tudi William Herbert, preden so se ponovno začela v poznih 1470-ih. Do leta 1492 je grad prešel v last Elizabeth Somerset, hčerke Williama Herberta, ki se je poročila s sirom Charlesom Somersetom, s čimer je grad prešel v novo družinsko linijo.
Sir Charles Somerset je bil politično uspešen pod Henrikom VII. in Henrikom VIII., ko je postal grof Worcesterski. Njegov sin, Henry Somerset, je umrl kmalu po podedovanju Raglana, vendar ne preden je uporabil svinec, pridobljen iz opatije Tintern, za pomoč pri gradnji gradu Raglan med razpustitvijo samostanov. Njegov sin in vnuk, William Somerset in Edward Somerset, sta se izkazala za tisto, kar John Kenyon opisuje kot »bogata, briljantna in kultivirana moža«. William je obnovil velik del dvora Pitched Stone Court, vključno z dvorano, dodal Dolgo galerijo in razvil vrtove v nov renesančni slog. Družina Somerset je imela v lasti dva ključna gradova v regiji, Raglan in Chepstow, ki sta bila vidna kot pomembna statusna simbola na slikah v lasti družine.

### 17. stoletje
Edward Somerset je na začetku 17. stoletja naredil manjše izboljšave v notranjosti gradu, vendar se je osredotočil predvsem na zunanjost, razširil in razvil vrtove ter zgradil jarek okoli Velikega stolpa.  Nastali vrtovi so veljali za enakovredne vsem drugim v takratnem kraljestvu.
Ko je leta 1628 podedoval Raglan, je Henry Somerset, takrat 5. grof Worcesterski, v 1630-ih še naprej živel veličasten življenjski slog na gradu z množico osebja, vključno s stevardom, mojstrom konj, mojstrom ribnikov, geodeti, revizorji, vratarji, sokolarji in številnimi lakaji. Notranje stene so bile okrašene z bogatimi tapiserijami iz Arrasa v Franciji, medtem ko je leta 1639 v inventarju zabeleženo veliko število srebrnih in pozlačenih plošč, ki so jih hranili v Velikem stolpu, vključno s skodelico za nojeva jajca in srebrno košaro za pomaranče in limone. Medica je bila priljubljena pijača na gradu, vendar so sodobniki grad opisovali kot posebno trezno in spoštljivo skupnost. Henrik je razvil vhodno pot do gradu, vključno z gradnjo Rdečih vrat. Njegov sin Edward, lord Herbert, je postal znan po tem, da je v Velikem stolpu zgradil »stroj za upravljanje vode«, ki je s paro črpal ogromen izliv vode iz jarka visoko v zrak.
Avgusta 1642 se je začela prva angleška državljanska vojna med kraljevimi podporniki Karla I. in parlamentom. Grad Raglan je še vedno držal Henry, takrat starejši mož, ki ga je podpiral njegov sin, Lord Herbert. Oba sta bila trdna rojalista. Kralj Karel je svojega lastnega sina, princa Charlesa, poslal na turnejo za zbiranje sredstev po prijateljskih regijah, začenši z gradom Raglan oktobra 1642, po kateri je bil Henry povišan v prvega markiza Worcestra. V neposredni bližini so rasle napetosti, ki so jih delno poganjale verske napetosti med nekaterimi bolj protestantskimi lokalnimi prebivalci in rimskokatoliškim markizom; ob eni od teh priložnosti je lokalna skupina poskušala preiskati grad, a naj bi jih odgnal nenaden hrup parnega stroja lorda Herberta. Obramba Raglana je bila po tem izboljšana, z modernimi zemeljskimi bastijoni, zgrajenimi okoli gradu in ustvarjeno smodnišnico; ustanovljena je bila garnizija okoli 300 mož, ki so stala 40.000 GBP. Težje topove so namestili v bastione, lažje topove pa v grajske stolpe.
Lord Herbert je zapustil grad, da bi se pridružil kampanji proti parlamentu in se občasno vračal, da bi pridobil več sredstev za vojno. Sam Karel I. je grad obiskal dvakrat, prvič junija 1645 po bitki pri Nasebyju in ponovno leta 1646, ko je užival v kegljanju na grajski zelenici. Rojalistični vzrok je bil zdaj blizu vojaškega propada in markiz je začel pošiljati nekaj dragocenosti, vključno s hrastovimi opaži iz salona, nekaj mavčnih stropov in veliko slik, svojemu bratu v bližnjo hišo Troy v hrambo. Lord Herbert je bil ujet na Irskem in napad na sam Raglan se je zdel neizbežen.
Prva parlamentarna vojska je prispela v začetku junija pod poveljstvom polkovnika Morgana in sira Trevorja Williamsa. Po več pozivih, naj se grad preda, je sledilo obleganje, ki je trajalo vse poletne mesece. Avgusta so prispele dodatne parlamentarne sile pod vodstvom generala Fairfaxa in obnovili so pozive k predaji gradu. Fairfaxovi možje so začeli kopati jarke proti gradu in jih uporabili za premikanje minometov naprej, verjetno vključno s slavnim "Roaring Meg", s čimer so dosegli notranjost gradu. Ker se je markiz soočil z brezizhodnim položajem, je 19. avgusta predal grad pod razmeroma velikodušnimi pogoji za garnizijo. Samega markiza so aretirali in poslali na grad Windsor, kjer je kmalu zatem umrl. Malo pred smrtjo je bil markiz obveščen, da je parlament ugodil njegovi prošnji, da bi bil pokopan v družinski grobnici v Windsorju.
Fairfax je ukazal, da se grad popolnoma uniči pod nadzorom Henryja Herberta, potomca Williama ap Thomasa. Vendar so se utrdbe izkazale za premočne in le nekaj zidov je bilo uničenih ali oslabljenih. Grajska knjižnica, vključno s pomembno zbirko valižanskih dokumentov in knjig, je bila ukradena ali uničena.
Kljub nekaterim takojšnjim zaplembam po obleganju je do obnove Karla II. družini Somerset uspelo povrniti večino svojega premoženja, vključno z gradom Raglan. Henry Somerset, 3. markiz, se je odločil, da bo dal prednost obnovi svojih drugih hiš v Troji in Badmintonu, namesto Raglana, pri čemer bo ponovno uporabil nekaj lastnine, ki je bila poslana na varno pred vojno ali rešena po omalovaževanju.

### 18. do 21. stoletja
V prvi polovici 18. stoletja je grad še naprej propadal, pri čemer je družina Somerset dovolila svojim oskrbnikom, da iz gradu pridobivajo kamen za popravilo drugih posestnih zgradb. En poseben nadzornik posesti, imenovan Hopkins, je postal znan kot Grand Dilapidator zaradi števila dimnikov, okenskih okvirjev in stopnišč, ki jih je odstranil iz gradu. Henry Somerset, 5. vojvoda, je to prakso dokončno opustil leta 1756 in grad je postal turistična atrakcija, del priljubljene turneje Wye Tour. Postavljeni so bili sedeži, ograje in mostovi, v začetku 19. stoletja pa je bil objavljen prvi vodnik po najdišču.
Velika dvorana je bila začasno prekrita v dvajsetih letih 19. stoletja, ko so Somersetovi grad uporabljali za veliko zabavo, leta 1830 pa je bil Jeffrey Wyattville zaposlen za ponovno vzpostavitev velikega stopnišča. Antikvar iz Monmouthshira Joseph Bradney je zabeležil obisk gradu Edvarda VII. in kraljice Aleksandre, takratnega princa in princese Walesa, oktobra 1881. Leta 1938 je Henry Somerset, deseti vojvoda, zaupal skrbništvo nad gradom Raglan komisarju za dela in grad je postal stalna turistična znamenitost. Danes je grad uvrščen med stavbe I. stopnje in kot spomenik na seznamu, ki ga upravlja Cadw. Med letoma 2003 in 2007 je Cambrian Archaeological Projects vodil izkopavanja na gradu pred načrtovanim novim centrom za obiskovalce.

## Arhitektura
Grad Raglan je bil zgrajen v več fazah, začetna dela so potekala v 1420-ih in 1430-ih, večja faza v 1460-ih, z različnimi spremembami in dodatki ob koncu 16. stoletja. Grad je bil zgrajen iz kamna, sprva bledega peščenjaka iz Redbrooka, kasneje pa iz starega rdečega peščenjaka, pri čemer je bil Bath Stone uporabljen za številne podrobnosti. Tako kot podobni objekti tistega obdobja je bil grad iz 1460-ih skoraj zagotovo zasnovan tako, da se mu je pristopilo in vstopilo na poseben način, kar je povečalo estetsko in politično vrednost utrdbe. Pri Raglanu je zasnova poudarjala Veliki stolp: tipičen starejši obiskovalec je jezdil skozi vas Raglan in najprej se je na rahli vzpetini na hribu nenadoma pojavil stolp in nato preostali del gradu. Obiskovalec bi moral obkrožiti Veliki stolp in jarek, preden bi vstopil skozi vhodno poslopje, v dvorišče s kamnitimi tlemi, okoli roba skupne dvorane, preden bi prišel do prej skritega in bolj prefinjenega notranjega dvorišča z vodnjakom. Šele takrat bi privilegiran gost lahko vstopil v sam Veliki stolp s pogledom na prostore družine Herbert. Številni manj visoki obiskovalci ali služabniki ne bi nikoli vstopili tako daleč, če bi videli le zunanje elemente gradu, morda pa jih je ob prihodu navdušila zunanjost Velikega stolpa.
Med akademiki je bilo veliko razprav o tem, v kolikšni meri so na Raglan vplivali sodobni francoski modeli; ena šola mišljenja nakazuje, da so nanj močno vplivali modeli, ki so bili takrat priljubljeni v južni Franciji; drugi nasprotujejo tej 'difuzionistični' šoli mišljenja in trdijo, da ni dovolj dokazov za takšno ugotovitev. Druga linija razprave je bila o naravi obrambe gradu, zlasti o njegovih strelnih zankah. Zdi se, da so bili številni gradovi, zgrajeni približno v istem času kot Raglan, zgrajeni z manj skrbi za obrambo kot v preteklosti, njihove vojaške značilnosti pa so bolj simbolične kot resnične. V Raglanu so številne strelne zanke po vsej obrambi gradu, vendar so bile mnoge slabo postavljene, če bi jih nameravali uporabiti v spopadu; nekateri so se komajda sploh lahko uporabili. Novejše razlage poudarjajo prestižno simboliko strelnih zank za družino Herbert, ko so zgradili grad, čeprav jih je bilo veliko nemogoče uporabiti. Anthony Emery ugotavlja, da so bile Raglanove zanke bolje nameščene kot mnoge v tistem času in vsaj »lastnik je bil na tekočem s svojo simboliko«; Robert Liddiard nakazuje, da je bila slaba postavitev nekaterih strelnih zank zaradi estetskih razlogov morda pravzaprav tema pogovorov za tiste obiskovalce z izkušnjami z bojevanjem v Franciji in 'pravilno' postavitev takšnih obramb.

### Vhodno poslopje in stolp
Trinadstropno vhodno poslopje do gradu Raglan je iz 1460-ih in se do njih pride po kamnitem mostu, obnovljenem leta 1949. Poslopje, ki ga zaznamujejo obsežne mašikule in strelne line, je prvotno imelo dvojni niz vrat in dvižni most. Namen zasnove je bil vsaj delno obrambni, vendar je bil namenjen tudi zagotavljanju dramatičnega in impresivnega vhoda za obiskovalce v grad. V zgornjem delu so bili prostori za grajskega nadzornika. Takoj zahodno od vhoda je bila grajska knjižnica, nekoč znana po zbirki valižanske literature. Na vzhodni strani vhoda je trinadstropni stolp; to je bilo zasnovano kot sestavni del vhodnega poslopja in je morda vsebovalo prvotno grajsko zakladnico, ki je bila priročno dostopna stražarju. Ta stolp je bil delno spremenjen v poznejših letih, morda zato, da bi omogočili uporabo kleti kot skladišča v angleški državljanski vojni.

### Kamnito dvorišče in dvorišče z vodnjakom
Kamnito dvorišče tvori severovzhodni vogal gradu in je bilo središče za grajske službe in služabnike; ime je dobilo po poznotudorskih tlakovcih. Na vzhodni strani dvorišča je nekdanje pisarniško krilo, stavba iz 16. stoletja, ki je bila večinoma uničena med obleganjem leta 1646. Na severni strani so grajske kuhinje in shrambe, v katerih sta dve veliki ognjišči in v svojih kleteh skladišča za živila in živila. V 1460-ih so bile v prvih nadstropjih teh stavb prostori za višje uslužbence. Maslarna v severozahodnem kotu bi se uporabljala za shranjevanje in postrežbo piva in vina.
Na jugozahodni strani dvorišča je dvorana, zasnova iz 16. stoletja, ki vključuje prejšnjo dvorano na istem mestu. Dvorana, velika 19,5 krat 8,5 metra, je bila prvotno visoka 13 metrov, s streho iz irskega hrasta, osvetljeno in prezračevano s kupolo v sredini. Veliko okno je osvetljevalo konec dvorane, ki so jo ob večerji zasedali grofje Worcestrski in ki bi se do takrat, ko je bil Raglan zgrajen, uporabljal le za večje formalne priložnosti. Prvotno bi bila dvorana opremljena z rezljanim lesenim opažem in galerijo za ministranta. Dvorišče z vodnjakom leži zahodno od prej omenjenega in je dobilo ime po marmornatem vodnjaku, ki je nekoč stal v njegovem središču in prikazoval belega konja na črnem marmornatem podstavku, skupaj s tokom tekoče vode. Vodnjak je bil verjetno nameščen nekoliko po začetni gradnji dvora v 1460-ih; konj je simboliziral Edwardovo prestižno vlogo Gospodarja konj. Dvorišče z vodnjakom je bilo zgrajeno za zagotavljanje razkošne namestitve za družino in goste – do 15. stoletja je bilo pomembno, da lahko zagotovimo zasebne sobe za obiskovalce, in to dvorišče je lahko udobno sprejelo do štiri različne skupine obiskovalcev. Celotno dvorišče z vodnjakom zaznamuje, kar je Augustus Pugin opisal kot izjemno fino, elegantno in občutljivo kamnino.
Grajska kapela poteka ob vzhodni strani dvorišča, dolga je12 metrov, prvotno je bila položena s svetlo rumenimi ploščicami in okrašena z zlatimi in srebrnimi zavesami. Dolga galerija se razteza čez celotno vzhodno prvo nadstropje dvorišča z vodnjakom in bi bila, čeprav je zdaj uničena, razstava bogastva in moči grofov. Galerija je bila dolga 38 metrov in v obdobju Tudorjev bi bila v celoti obložena z lesom in tapiserijami in slikami. Dolga kuhinja je bila namenjena družini in gostom, da se sprostijo v notranjosti in občudujejo vrtove, vodne vrtove in jelenov park severno od gradu. Čeprav je večina tega okrasja od takrat izgubljena, je na stenah Dolge galerije še vedno mogoče videti dva kipa kariatid, oblikovana po delu francoskega umetnika Huguesa Sambina.
Zahodna stran dvorišča z vodnjakom obsega apartmaje s številnimi okni, obrnjenimi proti zahodu in severu čez park. Veliko stopnišče deli stanovanja; obnovljeno med letoma 2010 in 2011, bi stopnišče prvotno imelo precejšnjo verando, podobno tistemu, ki je ohranjen na dvorišču s kamnitim tlakom in bi bilo osrednji del dvorišča z vodnjakom. Stanovanja zahodno od stopnišča so bolj zapletena od drugih, zasnovana tako, da ustvarjajo nekoliko večjo zasebnost in gledajo na vrtove zahodno od gradu. Na južni strani dvorišča so Južna vrata, prvotni vhod v grad pred rekonstrukcijo v 1460-ih. Pahljačasto obokano vhodno poslopje je zelo podobno sodobnim križnim hodnikom v stolnici v Gloucestru, vendar so jo do 16. stoletja spremenili v vhod na zelenico za balinanje na terasi za njim.
Na jugovzhodni strani dvorišča sta bila salon iz 16. stoletja v prvem nadstropju in jedilnica nad njim - oba 14,9 x 6,4 m. Te so bile namenjene zagotavljanju prostorov, ki so bili bolj zasebni kot glavna dvorana, a bolj javni kot osebna soba. Zdaj uničeni, bi bili prvotno okrašeni z izrezljanimi oblogami in dovršeno izrezljanimi kosi dimnikov. Ob teh prostorih, s pogledom na Veliki stolp, so bile zasebne sobe za gospodovo družino, ki so bile kakovostnejše od drugih nastanitev v gradu. Nekatere izrezljane značke in ščiti na zunanjih stenah teh stanovanj še vedno ostajajo nedotaknjeni, kot v veži; ti so bili priljubljena sodobna značilnost velikih gradov 15. stoletja in bi ustvarili podoben učinek kot tisti v Warkworthu in gradu Raby.

### Veliki stolp
Veliki stolp na gradu Raglan, včasih imenovan tudi Rumeni stolp Gwent, stoji zunaj preostalega gradu, zaščiten z jarkom in povezan z dvoriščem z vodnjakom z mostom. Utrdba predstavlja trend gradnje britanskih gradov v 15. in 16. stoletju: stolpi, kot je ta, velike, trdne zgradbe, zasnovane za zasebno namestitev, verjetno po navdihu tistih v Franciji, so se začele pojavljati v 14. stoletju v Dudleyju in Warkworth. V 15. stoletju se je moda razširila z nastankom palačnih gradov pod francoskim vplivom z zapletenimi stolpi, kot so tisti v Wardourju in Tattershallu. To so bile drage stavbe za gradnjo, vsaka je bila zgrajena po edinstvenem načrtu in, kot je predlagal zgodovinar Norman Pounds, »so bile zasnovane tako, da so zelo bogatim ljudem omogočile življenje v razkošju in sijaju«.
Šestokotni Veliki stolp so verjetno začeli graditi v 1430-ih in 1440-ih letih, verjetno na motti prejšnjega gradu. Stolp danes ni izgubil le ene od svojih sten, ampak tudi del svoje zgornje konstrukcije in bi prvotno bil visok tri nadstropja z verjetno dodatnimi mašikulami na vrhu, podobnimi tistim na vhodnem poslopju. Zasnovan je bil kot samostojna utrdba z lastnimi zalogami vode in hrane ter razkošnimi prostori, osvetljenimi z velikimi okni v zgornjih nadstropjih. Prvotno je bil stolp dosežen z dvižnim mostom, za katerega se običajno šteje, da je vzet iz sodobnih francoskih modelov, kot so tisti v Ferté-Milonu in Vannesu. Ta dvižni most je bil zasnovan tako, da je sestavljen iz dveh delov - širokega, težkega mostu, ki bi se dvigoval ali spuščal, ko je bila družina v bivališču, in tanjšega mostu, ki ga je bilo lažje dvigniti in je bil zasnovan za uporabo služabnikov v drugih obdobjih. Herbertovi so uporabljali most kot svoj simbol in ga je mogoče videti na izrezljanih oknih okrog gradu. Dvižni most je bil v 1460-ih nadomeščen z večjim kamnitim mostom, verjetno po ceni od 900 do 1000 funtov. Približno v istem času je bil okrog stolpa dodan tudi zid s šestimi stolpi.
Prvotni jarek okoli stolpa bi bil preproste zasnove, vendar je bil preoblikovan v 1460-ih, da bi zagotovil prehod okoli zunanje strani Velikega stolpa. Niše v stenah hodnika izvirajo iz 17. stoletja in so prvotno vsebovale klasične kipe - prehod bi zagotavljal dostojanstven način občudovanja Velikega stolpa. Verjetno so v jarku gojili ribe.

## Pokrajina in vrtovi
Nekdanji vrtovi iz 16. in 17. stoletja gradu Raglan so še vedno vidni v obliki več dolgih teras na severu gradu, ki gledajo na spodnji del gradu. Te terase, ki so bile prvič ustvarjene v drugi polovici 16. stoletja, so prvotno vključevale številne oblikovane vrtove, verjetno z italijansko skulpturo in izrezljanimi kamnitimi balustradami. Vrtovi na vrhuncu so verjetno spominjali na tiste v palači Nonsuch, kjer so bili Somerseti prav tako zainteresirani kot kraljevi skrbniki. Dolina spodaj ohranja nekatere znake drenažnih jarkov, ki so nekoč tvorili del vodnih vrtov, ki so poplavljali dno mesta, čeprav je prvotni "vodni parter" severozahodno od gradu, drugi vodni vrt na jugu, in obsežni vrtovi okoli jugozahodnega dela gradu sedaj niso več vidni. Še vedno je ohranjeno grajsko igrišče za balinanje, na terasi tik za vhodom v Južna vrata. Grajski parki so se v 19. stoletju vrnili v kmetijsko uporabo, Raglan pa je zdaj obdan s polji. Vrtovi in park v Raglanu so označeni kot I. stopnja v Cadw/ICOMOS registru parkov in vrtov posebnega zgodovinskega pomena v Walesu.